# (15276) Diebel
(15276) Diebel est un astéroïde de la ceinture principale.

## Description
(15276) Diebel est un astéroïde de la ceinture principale. Il fut découvert le 14 avril 1991 à l'Observatoire Palomar par Carolyn S. Shoemaker et David H. Levy. Il présente une orbite caractérisée par un demi-grand axe de 2,78 UA, une excentricité de 0,18 et une inclinaison de 16,1° par rapport à l'écliptique.

## Compléments